# SN Mikulski
SN Mikulski (Supernowa Mikulski) – odległa supernowa odkryta na początku roku 2012 przez grupę Adama Riessa w danych zebranych przez Teleskop Hubble'a. Nazwana przez odkrywcę na cześć amerykańskiej senator Barbary Mikulski w uznaniu jej wsparcia dla badań kosmosu.
Macierzysta galaktyka SN Mikulski znajduje się w odległości około 7,4 miliarda lat świetlnych od Słońca w gwiazdozbiorze Sekstantu.

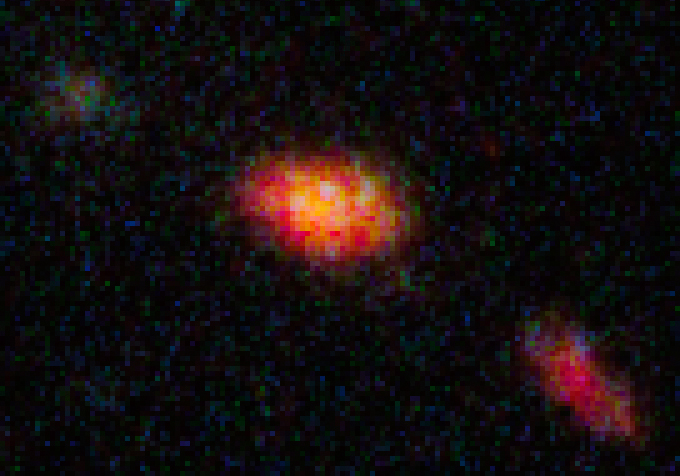
Macierzysta galaktyka – zdjęcie z grudnia 2011 roku.